# Körsbärsträ

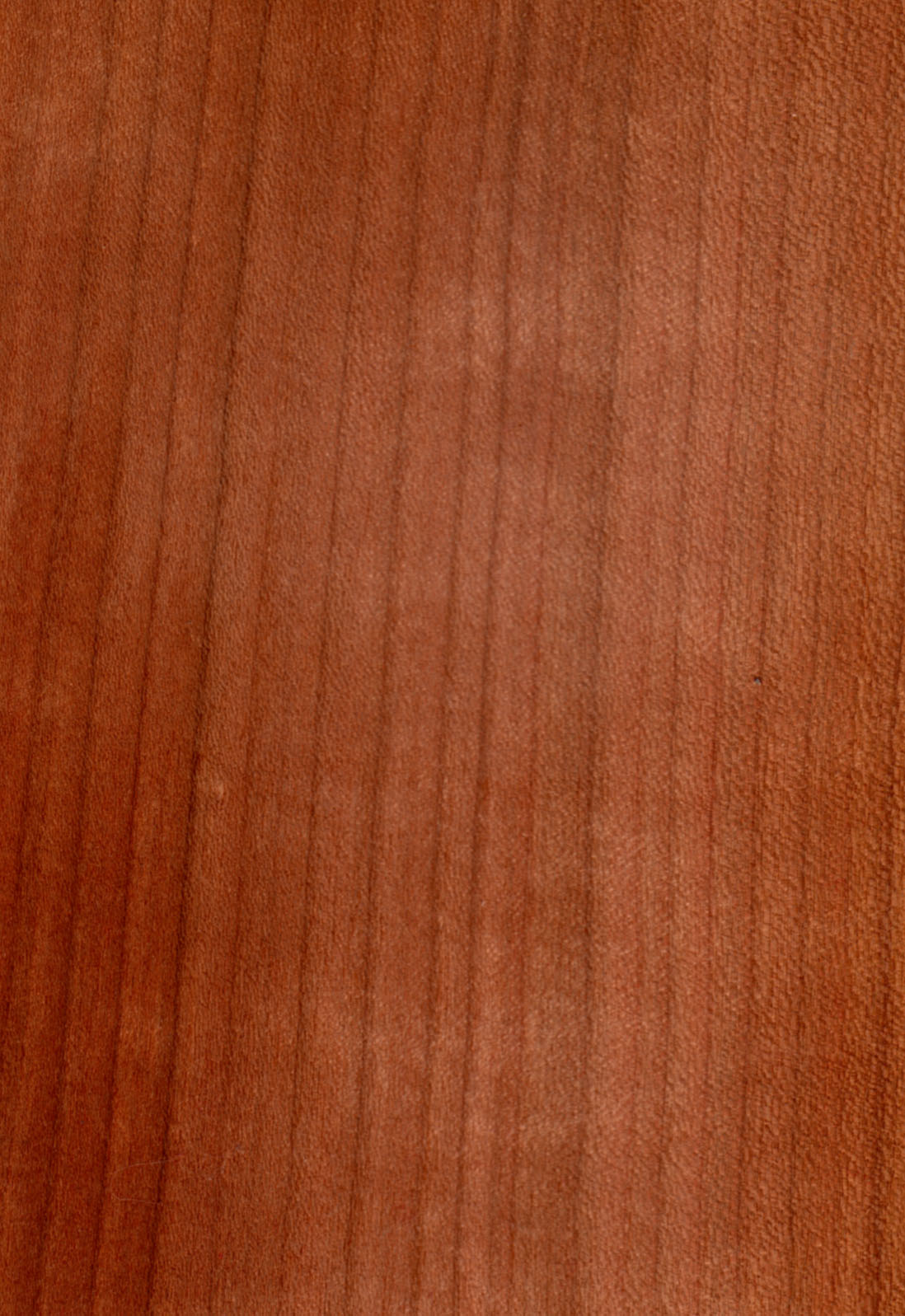
Körsbärsträ från sötkörsbärsträdet.

Körsbärsträ, vilket omfattar ved från alla träd av plommonsläktet, har en gul till gulröd färg med framträdande märgstrålar och årsringar, karakteriserade av de i trädfamiljen ingående arterna. Det är lätt att bearbeta och används för olika slöjdarbeten, men även för möbeltillverkning eller exklusiva inredningsdetaljer.
Veden från weichselträdet, Prunus mahaleb, som har stark doft av kumarin, är rödaktig, hård och mycket tung, samt tar vacker polityr. Det används främst till finare snickeriarbeten.
Veden från hägg, Prunus padus, som har en bred gulvit splint och ljusbrun kärnved. Den är ganska mjuk och lätt att klyva, men har sämre hållbarhet. Även denna har användning för snickeriarbeten.
Ett japanskt körsbärsträd, Prunus pseudo-cerasus, har ved med starkt gulröd färg.
Ved från Prudus paddum, från norra Indien, används på samma sätt som weichselträdet.
Trä av Prudus serotina (Glanshägg), hemmahörande i USA, låter sig betsas så att det liknar ebenholts. Det är i färskt tillstånd ljusrött, men mörknar efter en tid genom luftens inverkan. Det kan då vara svårt att skilja från mahogny.